# Франкель, Марк
Марк Фра́нкель (Mark Frankel; 13 июня 1962 года, Суррей, — 24 сентября 1996 года, Чизик) — английский актёр, отец актера Фабьена Франкеля.

## Биография
Марк Франкель родился 13 июня 1962 года в семье бывшего пилота Королевских военно-воздушных сил и вырос в Лондоне. Его мать была еврейкой из Ирака, а семья его отца были еврейскими эмигрантами из России.
Начал актёрскую карьеру в 10 лет, выступал на сцене до 16 лет, затем прекратил, чтобы окончить образование. Дебютировал в фильме «Весна Микеланджело». В 1990 году в авиакатастрофе погиб Джо Франкель, старший брат Марка Франкеля. Через год Марк женился на Каролине Бессон. В 1994 году Марк и Каролина отметили рождение их первого сына Фабиана. В середине 1990-х Франкель получил известность, исполнив главные роли в двух коротких сериалах — роль британского секретного агента Карлтона Дайала в телесериале «Охотник за состоянием», и роль принца вампиров Джулиана Луны в сериале «Клан».
В 1996 году на 35-м году жизни Марк Франкель разбился на мотоцикле вскоре после выхода заключительного эпизода сериала «Клан».
Его сын Фабьен Франкель также стал актером, известен по роли Кристона Коля в сериале «Дом Дракона». 

## Фильмография
- 1991 — Сёстры (телевизионное шоу) / Sisters
- 1991 — Молодая Екатерина / Young Catherine
- 1991 — Весна Микеланджело / A Season of Giants
- 1991 — Power Force
- 1992 — Мегрэ / Maigret
- 1993 — Леон-свиновод / Leon the Pig Farmer
- 1994 — Fortune Hunter
- 1995 — Пасьянс на двоих / Solitaire for 2
- 1995 — Clair de Lune
- 1995 — The Ruth Rendell Mysteries
- 1996 — Клан / Kindred: The Embraced
- 1997 — Место на кладбище / Roseanna’s Grave